# Kenneth Skelton
Kenneth John Fraser Skelton, CBE (* 16. Mai 1918 in London; † 30. Juli 2003 in Guildford, Surrey) war ein britischer anglikanischer Theologe und Bischof von Matabeleland sowie Bischof von Lichfield.

## Leben
Kenneth Skelton besuchte das Dulwich College und studierte danach am Corpus Christi College an der Universität Cambridge Klassische Altertumswissenschaften und Theologie. Er wurde am Wells Theological College zum Priester ausgebildet und übernahm seine erste Stelle in einer Gemeinde in Derbyshire. Danach kehrte er zunächst nach Wells als Lehrer an das Theological College zurück und übernahm danach Priesterstellen in Gemeinden in Manchester, Liverpool sowie den Midlands. 1962 wurde er in Bulawayo zum Bischof von Matabeleland geweiht. Es war ein politisch sehr unruhige Zeit im damaligen Rhodesien. Skelton stand im Verdacht, für den britischen Geheimdienst MI6 zu arbeiten, was er aber energisch bestritt, obwohl er durchaus Informationen weiter gab, ohne dafür jedoch bezahlt zu werden, wie er später zugab. Kenneth Skelton kritisierte Polizeimaßnahmen, die Einschränkung von persönlichen Freiheiten und den Rückhalt von Informationen in Rhodesien. Er war ein erklärter Gegner der einseitigen Unabhängigkeitserklärung Rhodesiens und als sie 1966 durch Ian Smith erfolgte, erklärte er es zu seiner Pflicht als Christ Widerstand zu üben. Die weiße Bevölkerung verspottete ihn und seine persönliche Sicherheit galt als zunehmend gefährdet, da er sich für die Gleichbehandlung der schwarzen Bevölkerung einsetzte. Als 1970 eine neue Verfassung und ein neues Landbesitzgesetz, die von der Regierung vorgeschlagen wurden, von der Kirche abgelehnt wurden, blieb ihm keine andere Wahl als seinen Rücktritt als Bischof einzureichen. Er selbst nannte persönliche Gründe als ausschlaggebend für diesen Schritt.
Kenneth Skelton kehrte nach England zurück, wo er zunächst als Priester in Sunderland und gleichzeitig als ein stellvertretender Bischof von Durham tätig war. 1972 wurde ihm der Order of the British Empire im Range eines Commanders (CBE) verliehen. Für einen aus einer Kolonie zurückgekehrten ehemaligen Bischof ungewöhnlich wurde ihm 1975 mit dem Amt des Bischofs von Lichfield erneut die Leitung einer Diözese übertragen. Bereits in Rhodesien hatte man ihn als Kommunisten verunglimpft und auch nach seiner Rückkehr nach England zeigte er eine politisch linke Haltung und trat entschieden gegen die, wie er sie empfand unsoziale Politik Margarets Thatchers auf. Dies brachte ihm den Beinamen „Red Ken“ ein. Von 1980 bis zu seinem Rücktritt vom Bischofsamt 1984 war Kenneth Skelton ein Mitglied des House of Lords.
In kirchenpolitischen Fragen war Kenneth Skelton ein progressiver Bischof. Die Generalsynode der englischen Kirche 1974 veranlasste den von ihm mitverfassten Lichfield Report - Marriage and the Churches Task, der sich, 1978 veröffentlicht, mit der Stellung der Kirche zur ehelichen Gemeinschaft befasste. Der Bericht wurde zwar nicht offizielle Kirchenpolitik, aber er veränderte die Praxis der Kirche. Geschiedene konnten nun erneut in einer englischen Kirche heiraten und Paare, die nur standesamtlich getraut waren, gelten nicht mehr als in Sünde lebend. Priester, deren Ehe zerbrochen ist, dürfen ihre Stelle behalten und müssen keine Abschiebung in abgelegene Pfarrstellen oder untergeordnete Stellungen befürchten.
Kenneth Skelton war seit 1945 verheiratet und hatte zwei Söhne und eine Tochter.